# Vasily Artemiev
Pour les articles homonymes, voir Artemiev.

a Compétitions nationales et continentales officielles uniquement.

b Matchs officiels uniquement.
Dernière mise à jour le 30 juin 2020.
Vassili Artemiev, ou Artemyev, né le 24 juillet 1987, est un joueur russe de rugby à XV qui évolue au poste d'ailier au CSKA Moscou.

## Carrière

### En club
Vassili fait des études en Irlande au Blackrock College.
Vassili évolue deux années avec l'University College Dublin RFC alors qu'il étudie le droit. Vassili remporte le championnat et la coupe avec l'UCD.
Vassili Artemiev évolue au sein de l'effectif du VVA Podmoskovie de 2008 à 2011.
Vassili Artemiev s'est engagé pour la saison 2011-2012 avec le club anglais des Northampton Saints. Il jouera en Coupe d'Europe et en championnat d'Angleterre de rugby à XV.

### En équipe nationale
Artemiev connaît des sélections avec les scolaires du Leinster, les scolaires de l'Irlande inscrivant deux essais avec les scolaires irlandais contre les Anglais en 2005.
Il a honoré sa première cape internationale en équipe de Russie le 7 février 2009 contre l'équipe du Portugal. Il inscrit des essais dans les trois rencontres que dispute en 2010 la Russie dans le cadre de la Churchill Cup.
Il se qualifie avec son équipe pour la Coupe du monde de rugby à XV 2011. La Russie termine en effet deuxième du Championnat des Nations 2010.

## Statistiques en équipe nationale
- 90 sélections en équipe de Russie depuis 2009
- 29 essais (145 points)
- sélections par année : 5 en 2009, 12 en 2010, 12 en 2011, 3 en 2012, 7 en 2013, 11 en 2014, 7 en 2015, 10 en 2016, 6 en 2017, 5 en 2018, 12 en 2019